# Volta a Burgos 2015
La Volta a Burgos 2015, 37a edició de la Volta a Burgos, és una competició ciclista per etapes que es disputà entre el 4 i el 8 d'agost de 2015 sobre un recorregut de 658 km, repartits entre 5 etapes, la segona d'elles una contrarellotge per equips.
El vencedor fou l'estonià Rein Taaramäe (Astana Qazaqstan Team) que superà per tan sols dos segons al seu company d'equip Michele Scarponi i en nou a Daniel Moreno (Team Katusha), vencedor de la darrera etapa, amb final a las Lagunas de Neila. Fabio Duarte (Colombia) guanyà la classificació de la muntanya, Moreno va fer el mateix amb la dels punts, Lluís Mas (Caja Rural-Seguros RGA) guanyà la de les metes volants i l'Astana Qazaqstan Team fou el millor equip.

## Equips
L'organització convidà a prendre part en la cursa a quatre equips World Tour, cinc equips continentals professionals, i dos equips continentals:
- equips World Tour: AG2R La Mondiale, Astana Qazaqstan Team, Team Katusha, Movistar Team
- equips continentals professionals: Bretagne-Séché Environnement, Caja Rural-Seguros RGA, Colombia, Nippo-Vini Fantini, Southeast
- equips continentals: Burgos-BH, Murias Taldea

## Etapes
| Etapa    | Data      | Recorregut                                       |                           | Km  | Vencedor d'etapa            | Líder de la general      | Ref.  |
| -------- | --------- | ------------------------------------------------ | ------------------------- | --- | --------------------------- | ------------------------ | ----- |
| 1ª etapa | 4 d'agost | Santo Domingo de Silos - Ciutat Romana de Clunia | Etapa accidentada         | 149 | Carlos Barbero (ESP)        | Carlos Barbero (ESP)     | [ 2 ] |
| 2ª etapa | 5 d'agost | Burgos - Burgos                                  | contrarellotge per equips | 13  | Astana Qazaqstan Team (KAZ) | Luis León Sánchez (ESP)  | [ 3 ] |
| 3ª etapa | 6 d'agost | Castrojeriz - Villadiego                         | Etapa plana               | 165 | Vladímir Issàitxev (RUS)    | Luis León Sánchez (ESP)  | [ 4 ] |
| 4ª etapa | 7 d'agost | Belorado - Pineda de la Sierra                   | Etapa accidentada         | 161 | Miguel Ángel López (COL)    | Miguel Ángel López (COL) | [ 5 ] |
| 5ª etapa | 8 d'agost | Comunero de Revenga - Lagunas de Neila           | Etapa de muntanya         | 170 | Daniel Moreno (ESP)         | Rein Taaramäe (EST)      | [ 1 ] |

## Classificació final
|    | Ciclista                 | Equip                 | Temps       |
| -- | ------------------------ | --------------------- | ----------- |
| 1  | Rein Taaramäe (EST)      | Astana Qazaqstan Team | 15h 56' 00" |
| 2  | Michele Scarponi (ITA)   | Astana Qazaqstan Team | + 2"        |
| 3  | Daniel Moreno (ESP)      | Team Katusha          | + 9"        |
| 4  | Miguel Ángel López (COL) | Astana Qazaqstan Team | + 12"       |
| 5  | Pierre Latour (FRA)      | AG2R La Mondiale      | + 34"       |
| 6  | Winner Anacona (COL)     | Movistar Team         | + 56"       |
| 7  | Rodolfo Torres (COL)     | Colombia              | + 1' 23"    |
| 8  | Jesús Herrada (ESP)      | Movistar Team         | + 1' 44"    |
| 9  | Rubén Fernández (ESP)    | Movistar Team         | + 1' 57"    |
| 10 | Egor Silin (RUS)         | Team Katusha          | + 2' 26"    |

## Evolució de les classificacions
| Etapa | Vencedor              | Classificació general | Classificació per punts | Classificació de la muntanya | Classificació de les metes volants | Classificació per equips |
| ----- | --------------------- | --------------------- | ----------------------- | ---------------------------- | ---------------------------------- | ------------------------ |
| 1     | Carlos Barbero        | Carlos Barbero        | Carlos Barbero          | Fabio Duarte                 | Arnau Solé                         | Caja Rural-Seguros RGA   |
| 2     | Astana Qazaqstan Team | Luis León Sánchez     | Luis León Sánchez       | Fabio Duarte                 | Arnau Solé                         | Astana Qazaqstan Team    |
| 3     | Vladímir Issàitxev    | Luis León Sánchez     | Luis León Sánchez       | Fabio Duarte                 | Lluís Mas                          | Astana Qazaqstan Team    |
| 4     | Miguel Ángel López    | Miguel Ángel López    | Luis León Sánchez       | Fabio Duarte                 | Lluís Mas                          | Astana Qazaqstan Team    |
| 5     | Daniel Moreno         | Rein Taaramäe         | Daniel Moreno           | Fabio Duarte                 | Lluís Mas                          | Astana Qazaqstan Team    |
| Final | Final                 | Rein Taaramäe         | Daniel Moreno           | Fabio Duarte                 | Lluís Mas                          | Astana Qazaqstan Team    |